# The Austonian
The Austonian est un gratte-ciel résidentiel (condominium) de 208 mètres de hauteur construit à Austin au Texas de 2007 à 2010. 
À son achèvement en 2010 c'est le plus haut immeuble de la ville d'Austin suivie du 360 Condominiums. C'est l'un des plus hauts immeubles résidentiels du Texas.
L'immeuble fut dessinée par la firme d'architecture Ziegler Cooper Architects.